# Utah Jazz 1983-1984
La stagione 1983-84 degli Utah Jazz fu la 10ª nella NBA per la franchigia.
Gli Utah Jazz vinsero la Midwest Division della Western Conference con un record di 45-37. Nei play-off vinsero il primo turno con i Denver Nuggets (3-2), perdendo poi la semifinale di conference con i Phoenix Suns (4-2).

## Roster
| N° | Naz.                   | Ruolo | Sportivo         | Anno | Alt. | Peso |
| -- | ---------------------- | ----- | ---------------- | ---- | ---- | ---- |
| 4  | Stati Uniti (bandiera) | GA    | Adrian Dantley   | 1956 | 196  | 94   |
| 11 | Stati Uniti (bandiera) | A     | J.J. Anderson    | 1960 | 203  | 88   |
| 14 | Stati Uniti (bandiera) | G     | Rickey Green     | 1954 | 183  | 77   |
| 20 | Stati Uniti (bandiera) | G     | Bob Hansen       | 1961 | 198  | 86   |
| 22 | Stati Uniti (bandiera) | GA    | John Drew        | 1954 | 198  | 93   |
| 31 | Stati Uniti (bandiera) | G     | Jerry Eaves      | 1959 | 193  | 82   |
| 33 | Stati Uniti (bandiera) | AC    | Tom Boswell      | 1953 | 206  | 100  |
| 35 | Stati Uniti (bandiera) | G     | Darrell Griffith | 1958 | 193  | 86   |
| 41 | Stati Uniti (bandiera) | AC    | Thurl Bailey     | 1961 | 211  | 98   |
| 44 | Stati Uniti (bandiera) | AC    | Rich Kelley      | 1953 | 213  | 107  |
| 45 | Stati Uniti (bandiera) | AC    | Jeff Wilkins     | 1955 | 211  | 104  |
| 53 | Stati Uniti (bandiera) | C     | Mark Eaton       | 1957 | 224  | 125  |

## Staff tecnico
- Allenatore: Frank Layden
- Vice-allenatori: Phil Johnson, Scott Layden